# إدوارد غوميز
إدوارد غوميز (بالإنجليزية: Edward Gomez) هو عسكري أمريكي، ولد في 10 أغسطس 1932 في أوماها في الولايات المتحدة، وتوفي في 14 سبتمبر 1951 في Haean ‏ في كوريا الجنوبية.